# Đại học Công nghệ Tadeusz Kościuszko
Đại học Công nghệ Tadeusz Kościuszko (tiếng Ba Lan: Politechnika Krakowska im. Tadeusza Kościuszki Tadeusza Kościuszki) là một trường đại học công lập nằm ở trung tâm Kraków, Ba Lan, được thành lập vào năm 1946 và là một tổ chức học tập cao được trao quyền tự chủ hoàn toàn vào năm 1954. 
Hơn 37.000 sinh viên tốt nghiệp Đại học Bách khoa cho đến ngày nay với bằng cấp. Bằng tiến sĩ đã được cấp cho 1200 người và độ ổn định - thêm 300. Số lượng sinh viên được nhận mỗi năm đạt 4500.

## Cơ cấu tổ chức
- Khoa kiến trúc,
- Khoa Kỹ thuật Điện và Máy tính
- Khoa Xây dựng
- Khoa Kỹ thuật môi trường
- Khoa Kỹ thuật và Công nghệ Hóa học
- Khoa cơ khí
- Khoa Vật lý, Toán học và Khoa học Máy tính

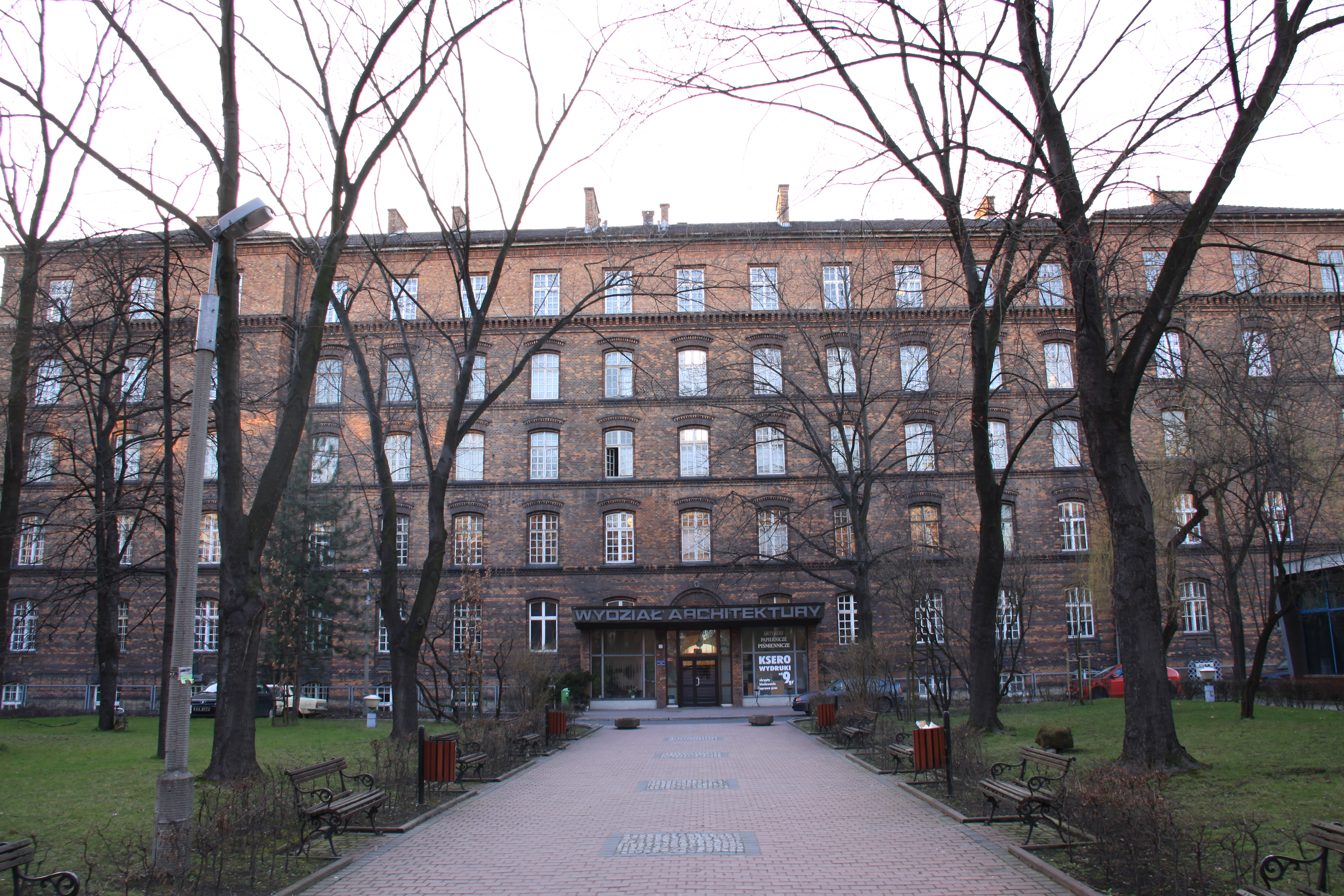
Khoa Kiến trúc, doanh trại quân đội Áo-Hung cũ trên phố Podchorążych

## Xếp hạng
Trong một cuộc khảo sát được thực hiện bởi Newsweek phiên bản Ba Lan năm 2008, Đại học Công nghệ Kraków đã được chọn là trường đại học kỹ thuật tốt nhất ở Ba Lan và tốt nhất trong số tất cả các trường đại học Ba Lan. Một tạp chí khác, Wprost, xếp trường ở vị trí thứ 8 vào năm 2015.
Năm 2017, Perspektywy xếp trường ở vị trí thứ 43 trong số tất cả các tổ chức học thuật của Ba Lan. Một tạp chí khác, Wprost, xếp trường ở vị trí thứ 8 vào năm 2015. Theo Webometrics, nó được xếp hạng thứ 14 trong số các trường tốt nhất ở Ba Lan.

## Cựu sinh viên đáng chú ý
- Nguyễn Thế Thảo
- Marek Grechuta
- Zdzisław Beksiński
- Tadeusz Parpan
- Michał yczkowski
- Andrzej Mleczko
- Jan Korzeniowski
- Ryszard Jurkowski

## Hiệu trưởng
- Izydor Stella-Sawicki (1945-1948)
- Ludomir Sleńdziński (1954-1956)
- Bronisław Kopyciński (1956-1965)
- Kazimierz Sokalski (1965-1968)
- Jan Kaczmarek (1968)
- Jan Wątorki (1968-1972)
- Władysław Muszyński (1972-1975)
- Bolesław Kordas (1975-1981)
- Roman Ciesielski (1981-1982)
- Tadeusz rodulski (1982-1987)
- Władysław Muszyński (1987-1990)
- Józef Nizioł (1990-1996)
- Kazimierz Flaga (1996-2002)
- Marcin Chrzanowski (2002-2005)
- Józef Gawlik (2005-2008)
- Kazimierz Furtak (2008-2016)
- Jan Kazior (2016-)